# Sihorbo (Siempat Nempu)
Sihorbo is een bestuurslaag in het regentschap Dairi van de provincie Noord-Sumatra, Indonesië. Sihorbo telt 1276 inwoners (volkstelling 2010).